# Florian Lauté
Florian Lauté (* 10. Oktober 1980) ist ein französischer Politiker und ehemaliger Vorsitzender des Parti Pirate (PP).

## Leben
Lauté besuchte von 1986 bis 1991 die École élémentaire publique Jean Macé, danach bis 1992 das Collège Edouard Herriot, beide in Lucé, danach bis 1996 die Institution Notre-Dame-Ecole Saint Ferdinand (IND) in Chartres. Von 1996 bis 2000 besuchte er das Lycée „Jehan de Beauce“, ebenfalls in Chartres, und danach von 2000 bis 2002 das Lycée „Édouard Branly“ in Dreux.
Dann studierte er an der Universität Orléans und war in Blois Mitglied der Association nationale pour la Formation Professionnelle des Adultes (AFPA). Seit März 2010 arbeitet er als Softwareentwickler bei Movida Production.